# Rhipsalidopsis
Rhipsalidopsis Britton & Rose è un genere di piante della famiglia delle Cactacee, endemico del Brasile.

## Tassonomia
Il genere comprende le seguenti specie:
- Rhipsalidopsis gaertneri (K.Schum.) Linding.
- Rhipsalidopsis rosea (Lagerh.) Britton & Rose